# Route nationale 72 (Estonie)
Pour les articles homonymes, voir Route nationale 72.
La route nationale 72 (Tugimaantee 72) est une route nationale estonienne reliant Sangaste à Supa (en). Elle mesure 16,6 km.

## Tracé
- Comté de Valga
  - Sangaste
  - Tiidu (et)
  - Lossiküla (et)
  - Väljaküla (en)
  - Laatre
  - Rampe (en)
  - Tsirguliina
  - Tõlliste
  - Supa (en)